# Verbandsgemeinde Saarburg
La comunità amministrativa di Saarburg (Verbandsgemeinde Saarburg) si trovava nel circondario di Treviri-Saarburg nella Renania-Palatinato, in Germania. Il primo gennaio 2019 è stata creata la nuova comunità amministrativa di Saarburg-Kell attraverso la fusione con la comunità amministrativa di Kell am See.

## Suddivisione
Comprendeva 16 comuni:
1. Ayl
2. Fisch
3. Freudenburg
4. Irsch
5. Kastel-Staadt
6. Kirf
7. Mannebach
8. Merzkirchen
9. Ockfen
10. Palzem
11. Saarburg (città)
12. Schoden
13. Serrig
14. Taben-Rodt
15. Trassem
16. Wincheringen

Il capoluogo era Saarburg.